# Urs Vescoli
Urs Vescoli (* 7. November 1966) ist ein Schweizer Skeletonfahrer, der später für Australien startete und als Trainer für das Schweizer Team tätig ist.
Urs Vescoli ist einer der Veteranen des Skeletonsports. Schon 1985 nahm er an den Europameisterschaften in Winterberg teil und gewann dort hinter Nico Baracchi und Andy Schmid die Bronzemedaille. Im Weltcup war er einer der ersten Teilnehmer. 1990 gewann er in Calgary sein einziges Weltcuprennen und belegte in der Gesamtwertung der Saison hinter Christian Auer den zweiten Platz. Die 1990er Jahre hindurch erreichte er immer wieder gute Platzierungen wie einen sechsten Platz bei der Skeleton-Weltmeisterschaft 1993 in La Plagne oder 1996 in Calgary, konnte sich jedoch abgesehen von einem Vizemeistertitel in der Schweiz im Jahr 2002 nicht nochmals auf dem Podium platzieren.
Zur Saison 2003/04 wechselte er die Nationalität und trat nun für Australien an. Gleichzeitig wurde er Nationaltrainer der Schweiz. Er war zuletzt im Skeleton-Weltcup 2011/12 aktiv, den er mit dem 29. Platz beendete.